# The Face of Fear (Artillery)
The Face of Fear è il nono album in studio del gruppo musicale danese Artillery, pubblicato il 16 novembre 2018 dalla Metal Blade Records.

## Tracce
1. The Face of Fear – 3:58
2. Crossroads to Conspiracy – 4:25
3. New Rage – 4:01
4. Sworn Utopia – 3:57
5. Through the Ages of Atrocity – 5:00
6. Thirst for the Worst – 4:18
7. Pain – 4:12
8. Under Water – 2:07
9. Preaching to the Converted – 3:58

Tracce bonus
1. Mind of No Return – 3:46
2. Doctor Evil – 3:50

## Formazione
- Michael Bastholm Dahl – voce
- Michael Stützer – chitarra
- Morten Stützer – chitarra
- Peter Thorslund – basso
- Josua Madsen – batteria